# صاروخ جو-جو

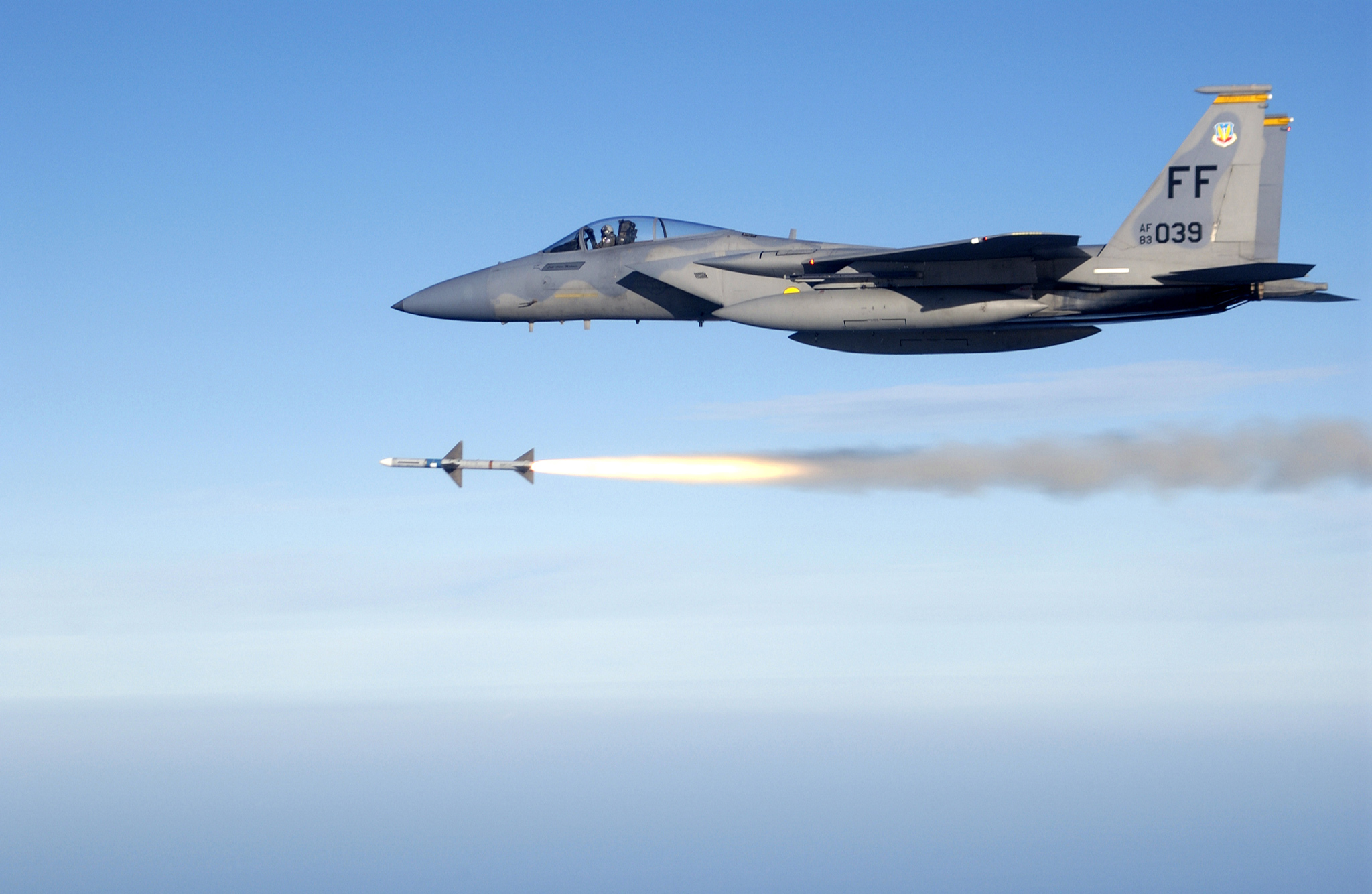
طائرة إف-15 أمريكية تطلق الصاروخ جو-جو إيه آي إم-7 سبارو.

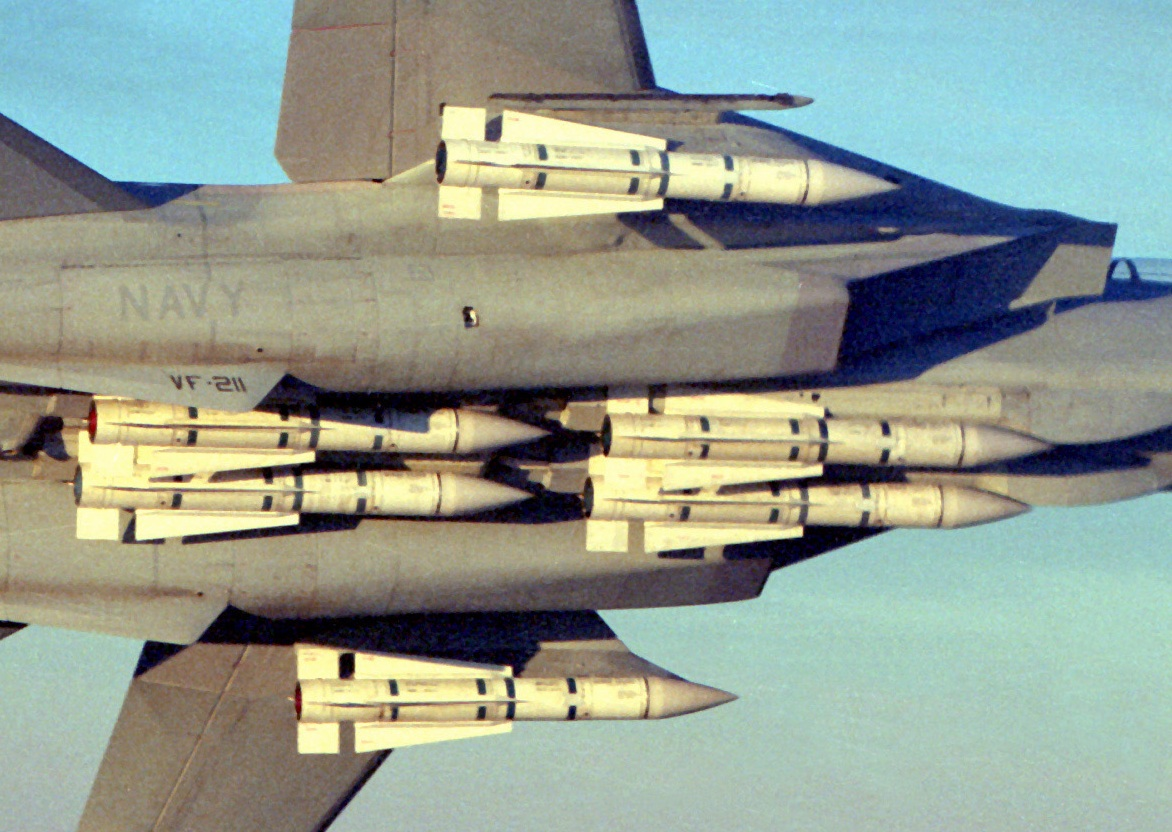
طائرة إف-14 أمريكية تحمل 6 صواريخ جو-جو إيه.آي.إم-54 فينكس الموجهة بشكل نصف فعال بالرادار.

الصاروخ جو-جو هو صاروخ موجه يطلق من طائرة بهدف تدمير طائرة أخرى. تنطلق الصواريخ جو-جو عموما بمحرك صاروخي واحد أو اثنين وعادة ما يكون الوقود صلبا ولكنه أحيانا ما يكون سائلا أيضا.
تقسم الصواريخ جو-جو بشكل عام إلى ثلاث قطاعات رئيسية، الصواريخ قصيرة المدى (أو صواريخ داخل المدى المنظور) ويطلق عليها أحيانا صواريخ عراك الكلاب أيضا، الصواريخ متوسطة أو بعيدة المدى، والصواريخ خارج مدى الرؤية البصرية. توجه الصواريخ قصيرة المدى عادة بالأشعة تحت الحمراء، بينما توجه الصواريخ متوسطة وبعيدة المدى بنوع أو آخر من أنواع التوجيه بالرادار (أحيانا توجه بالقصور الذاتي).

## التاريخ
نشأت الصواريخ جو-جو من الصواريخ غير الموجهة التي استخدمت في الطائرات الحربية خلال الحرب العالمية الثانية. كانت ألمانيا أول دولة تحاول تطوير صاروخ جو-جو موجه، واكتشف العلماء الألمان صعوبة تدمير طائرة كبيرة فاستثمروا وقتا وجهدا كبيرين في إنتاج صاروخ موجه فعال مثل «روهرستاهل إكس-4» الموجه بالسلك والذي لم يدخل الخدمة أبدا.

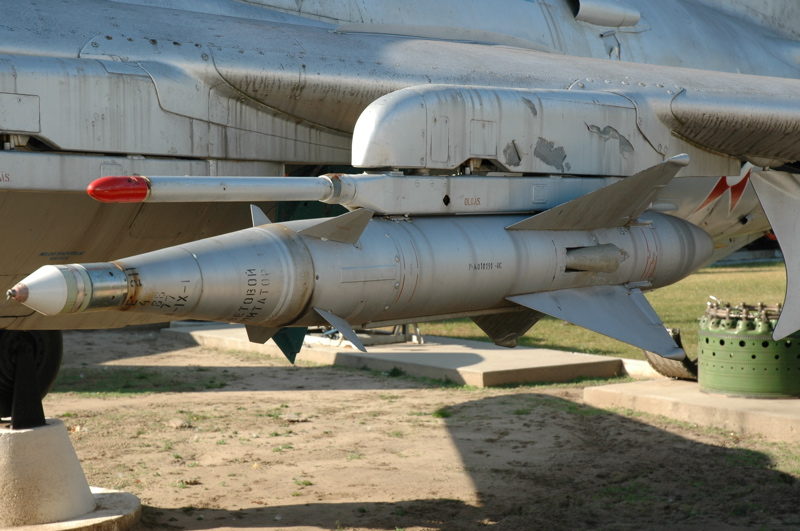
الصاروخ كالينجراد كيه-5 السوفييتي.

أجرى سلاح الجو الملكي البريطاني عدة أبحاث في فترة ما بعد الحرب، وأدخل الصاروخ «فايري فاير فلاش» إلى الخدمة ولكن بنتائج مخيبة للأمال. أدخلت البحرية الأمريكية والقوات الجوية الأمريكية الصواريخ جو-جو في الخدمة بدءا من عام 1956 حيث دخل كل من إيه.آي.إم-4 فالكون في خدمة القوات الجوية وإيه آي إم-7 سبارو وإيه آي إم-9 سايدويندر في خدمة البحرية. بدأت القوات الجوية السوفيتية بادخال أول نوع من الصواريخ جو-جو السوفييتية وهو كالينجراد كيه-5 في 1957.
ومع تطور أنظمة الصواريخ، أصبحت الحرب الجوية الحديثة عبارة تقريبا عن حرب بالصواريخ. كان الإيمان بالصواريخ خارج مدى الرؤية البصرية قويا جدا في الولايات المتحدة إلى درجة أن الطرازات الأولى من الإف-4 فانتوم لم تزود إلا بالصواريخ خلاخ فترة الستينات. إلا أن الخسائر الجسيمة التي منيت بها خلال حرب فييتنام أدت إلى تزويد الطائرة بمدافع تقليدية وإعادة التدريب على أساليب عراك الكلاب ولكن تستمر الصواريخ جو-جو لتشكل السلاح الأساسي للمواجهات الجوية.
في حرب فوكلاند استطاعت طائرات الهاريير البريطانية تدمير الطائرات الأرجنتينية الأسرع باستخدام صاروخ إيه آي إم-9 سايدويندر والذي سلمته الولايات المتحدة للبريطانيين بداية الحرب.
الأنواع الحديثة من الصواريخ الموجهة بالحرارة تستطيع الإغلاق على الهدف من أية زاوية وليس فقط من الخلف حيث تكون البصمة الحرارية للمحرك أقوى ما تكون. تعتمد أنواع أخرى على التوجيه الرإداري.

## التوجيه
تعمل الصواريخ الموجهة برصد أهدافها (عادة إما بالرادار أو بالأشعة تحت الحمراء ولكن بعض الصواريخ تستخدم الليزر أو التوجيه البصري) ثم «يروّح» الصاروخ على الهدف في مسار تصادمي.
يتم تدمير الهدف عادة بواسطة الرأس الحربي للصاروخ، وعادة ما يتم قذف شظايا لزيادة المساحة التدميرية. غالبا ما يتم تفجير الرأس الحربي بواسطة منصهر تقريبي أي ينفجر الصاروخ عندما يقترب من الهدف وليس بالضرورة يصطدم به (أحيانا يستخدم منصهر تصادمي عندما يصطدم الصاروخ مباشرة بالهدف).
يلاحظ أنه ليس بالضرورة أن تستخدم الطائرة وسيلة تحديد الهدف ذاتها التي يستخدمها الصاروخ، فمن الممكن مثلا أن يستخدم الصاروخ الأشعة تحت الحمراء ليتوجه للهدف بينما تم رصد الهدف من الطائرة بوسائل بصرية أو بالرادار.

## التوجيه بالرادار

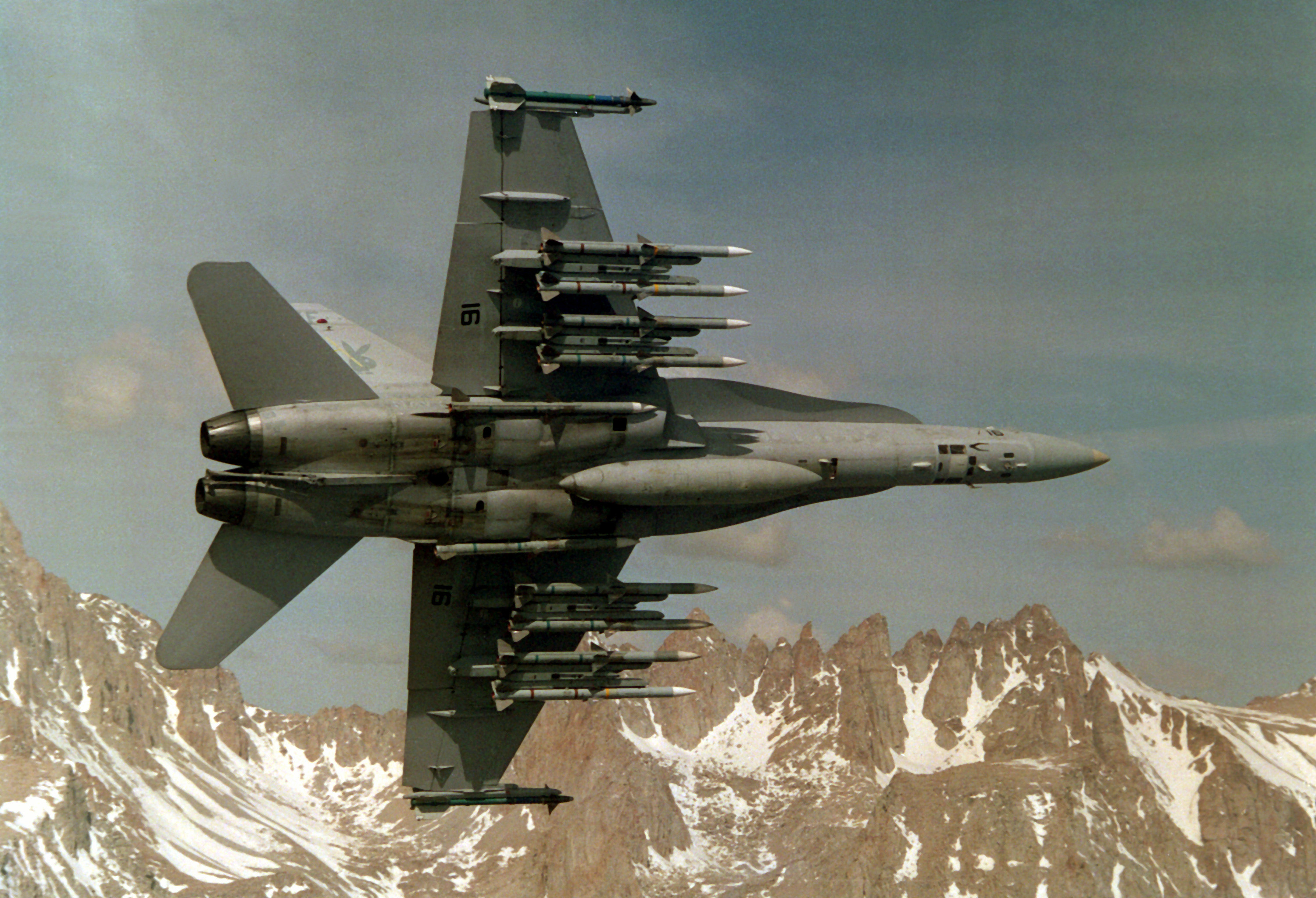
طائرة إف-18 أمريكية تحمل 10 صواريخ إيه.آي.إم-120 إمرام ذات التوجيه الرإداري الفعال.

يستخدم التوجيه الرإداري عادة للصواريخ متوسطة أو بعيدة المدى، حيث تكون بصمة الأشعة تحت الحمراء للهدف ضعيفة جدا كي يلتقطها باحث الأشعة تحت الحمراء.
يوجد نوعان رئيسيان من الصواريخ الموجهة بالرادار، صاروخ موجه بالرادار إيجابي، وموجه بالرادار نصف إيجابي.
من الممكن تضليل الصواريخ الموجهة بالرادار بالمناورة السريعة مما يؤدي إلى فقدان الصاروخ «لإغلاقه» على الهدف، كما من الممكن تضليله بوسائل التشويش الإلكتروني والرقائق المضللة للرادار.

### التوجيه الفعال بالرادار
الصواريخ الموجهة بشكل فعال بالرادار (إنجليزية: Active radar homing)
تحمل رادارها الخاص لترصد وتتقفي أثر الهدف. إلا أن حجم هوائي الرادار يحده قطر الصواريخ الصغير مما يحد من مداه وبالتالي يجعل هذه النوعية من الصواريخ تعتمد على وسيلتين للاقتراب من الهدف، أولا اعتمادا على وسائل توجيه أخرى ثم يعمل رادار الصاروخ ويتوجه للهدف.

### التوجيه النصف الفعال بالرادار
الصواريخ الموجهة بشكل نصف فعال بالرادار (إنجليزية: Semi-active radar homing) أبسط وأكثر استخداما من تلك الموجهة بشكل فعال. تعمل هذه الصواريخ بالتقاط الطاقة الرإدارية المنعكسة من الهدف، تطلق هذه الطاقة الرإدارية من رادار الطائرة المطلقة للصاروخ نفسها. إلا أن هذا يعني أن تظل الطائرة المطلقة للصاروخ في حالة «إغلاق» للهدف (أي توضيح الهدف للصاروخ برادارها الخاص) حتى يلتقي الصاروخ بالهدف، مما يحد من قدرة الطائرة على المناورة والتي قد تكون هامة جدا إذا ما ظهرت تهديدات للطائرة المطلقة نفسها. كما يجعل هذا التشويش على إغلاق الصاروخ على الهدف سهلا لأن الطائرة المطلقة تكون أبعد عن الصاروخ من بعده عن الهدف، فإشارة الرادار في هذه الحالة تقطع مسافة أكبر وهذا يعرضها للتشويش لسهولة

### التوجيه الشعاعي بالرادار
أحد الصور الأولى للتوجيه بالرادار كانت التوجيه الشعاعي. في هذه الطريقة، تطلق الطائرة شعاعا ضيقا من الطاقة الرإدارية على الهدف ثم يطلق الصاروخ على الشعاع وتحافظ حساسات معينة على بقاء الصاروخ داخل الشعاع. وطالما ظل الشعاع على الهدف يظل الصاروخ راكبا الشعاع منطلقا نحوه حتى يعترضه. بينما تعد الطريقة سهلة نظريا، إلا أن المحافظة على ثبات الشعاع على الهدف وفي نفس الوقت الطيران بالطائرة المطلقة للصاروخ نفسها والانتباه لمضادات العدو كل في أن واحد كان صعبا.

## التوجيه بالأشعة تحت الحمراء

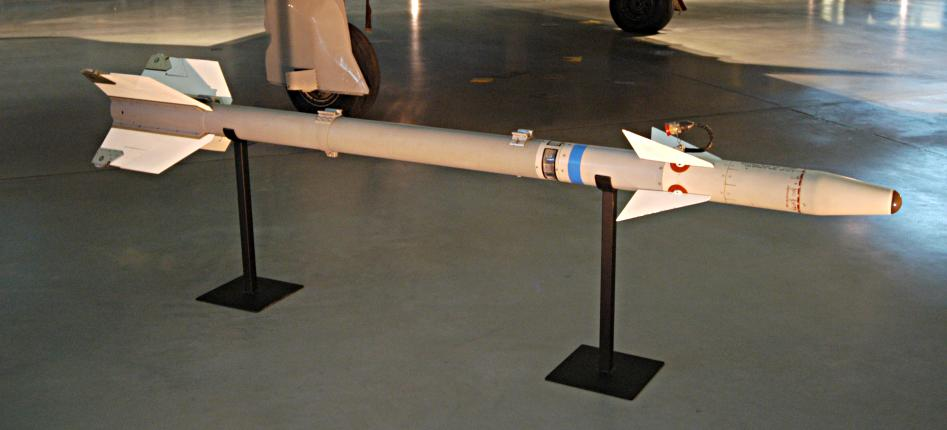
أحد أشهر الصواريخ جو-جو على الإطلاق هو الصاروخ إيه آي إم-9 سايدويندر الأمريكي

تنطلق الصواريخ الموجهة بالأشعة تحت الحمراء نحو الحرارة التي تصدرها الطائرة. لم تكن حساسات الأشعة تحت الحمراء الأولى جيدة بما يكفي وكانت دقتها رديئة حيث كانت تستطيع اقتفاء أثر مواسير العوادم الساخنة للطائرة فقط. كان هذا يعني أن على الطائرة المهاجمة أن تكون وراء الهدف لتستطيع إطلاق الصاروخ الموجهة بالحرارة كما أدي هذا لأن يكون مدة الصواريخ الموجهة بالحرارة قصيرا حيث تضعف البصمة الحرارية كلما زادت المسافة. بعد الإطلاق يطارد الصاروخ الطائرة أينما ذهبت.
تستطيع الصواريخ الحديثة الموجهة بالحرارة أن تلتقط الحرارة الصادرة عن جسم الطائرة نفسه والذي يسخن نتيجة احتكاكه بالهواء بالإضافة إلى التقاط البصمة الحرارية للمحرك الضعيفة في حالة رؤيته من الجانب أو من أمام الطائرة. حسن هذا من أداء الصواريخ الموجهة بالأشعة تحت الحمراء كثير، فلم يعد واجبا أن تكون الطائرة المهاجمة خلف الهدف بل من الممكن أن تكون مواجهة له وجها لوجه. إلا انه إذا كانت وراء الهدف يزيد هذا من فرص الإصابة بالطبع.
تستطيع الطائرة أن تدافع عن نفسها بإطلاق رقائق حرارية تكون أسخن من الطائرة وبالتالي يتجه الصاروخ للهدف الأسخن وهو الرقائق بدلا من الطائرة. كما من الممكن استخدام شرك استدراجي ومشوشات على الأشعة تحت الحمراء لتشتيت الصاروخ عن هدفه. تستخدم بعض الطائرات الكبيرة والعديد من المروحيات العسكرية ما يسمى «الطوب الساخن» وهي عبارة عن مشوشات على الأشعة تحت الحمراء توضع بالقرب من المحرك. كما تجرى الأبحاث حاليا لتطوير أجهزة ليزرية تستطيع خداع أو تدمير أنظمة التوجيه للصواريخ الموجهة بالأشعة تحت الحمراء.
إلا أن الأجيال الحديثة من الصواريخ تستخدم توجيه «بصري» بالأشعة تحت الحمراء، أي ان الحساسات «ترى» الهدف وتستطيع التمييز بين الطائرة وبين الرقائق الحرارية ووسائل الخداع الأخرى. كما توفر هذه النوعية زوايا عديدة لرصد الهدف، فلا تحتاج الطائرة أن تكون على خط مستقيم مع الهدف ليغلق الصاروخ على الهدف.

## التوجيه البصري-الإلكتروني
أحد التطورات الأخيرة في تقنيات توجيه الصواريخ هي التوجيه البصري-الإلكتروني. حيث يكون بالصاروخ باحث إلكتروني-بصري يقوم بمسح المنطقة المحددة للصاروخ باستخدام التصوير البصري. عندما يرصد الهدف يقوم الصاروخ بالإغلاق عليه. من الممكن برمجة الباحث الإلكتروني-البصري ليستهدف أماكن هامة في الطائرة مثل قمرة القيادة. وبما أن هذه النوعية من الصواريخ لا تعتمد على البصمة الحرارية الناتجة عن الطائرة فمن الممكن إطلاق هذه الصواريخ على الأهداف ذات الحرارة المنخفضة مثل الطائرات بدون طيار وصواريخ كروز.